# Ga Tháp Chàm
Ga Tháp Chàm là nhà ga chính trên tuyến đường sắt Bắc - Nam thuộc địa phận tỉnh Khánh Hòa, tiếp nối sau ga Phước Nhơn và trước ga Hòa Trinh. Ga toạ lạc tại đường Minh Mạng, phường Đô Vinh. 
Ga Tháp Chàm cách ga Nha Trang gần 93 km về phía Bắc và cách ga Bình Thuận 143,5 km về phía Nam. Lý trình của ga: km 1407 + 630.
Ga Tháp Chàm trực thuộc Công ty Vận tải Hành khách Đường sắt Sài Gòn và là doanh nghiệp nhà nước thực hiện nhiệm vụ vận tải hành khách, hàng hóa bằng đường sắt.
Phía Đông tiếp giáp Quốc lộ 1 và bãi biển du lịch Ninh Chử, phía Nam tiếp giáp với Quốc lộ 27. Trước đây ga Tháp Chàm phục vụ cho cả tuyến đường sắt Tháp Chàm – Đà Lạt. Sau khi tuyến lên Đà Lạt bị gỡ bỏ, ga Tháp Chàm chỉ còn phục vụ cho Đường sắt Bắc - Nam. Nhà ga được thiết kế bởi kỹ sư Trần Văn Tấn, ông là một trong những kỹ sư của Đại học bách khoa Hà Nội những năm 1960. Tuy được đào tạo làm kỹ sư nhưng nhờ có tâm hồn yêu nghệ thuật, ông đã thiết kế ra những công trình mang yếu tố thẩm mỹ và mang đậm sắc thái vùng miền.